# Union (Illinois)
Union es una villa ubicada en el condado de McHenry en el estado estadounidense de Illinois. En el Censo de 2010 tenía una población de 580 habitantes y una densidad poblacional de 269,81 personas por km².

## Geografía
Union se encuentra ubicada en las coordenadas 42°13′53″N 88°32′41″O / 42.23139, -88.54472. Según la Oficina del Censo de los Estados Unidos, Union tiene una superficie total de 2.15 km², de la cual 2.15 km² corresponden a tierra firme y (0%) 0 km² es agua.

## Demografía
Según el censo de 2010, había 580 personas residiendo en Union. La densidad de población era de 269,81 hab./km². De los 580 habitantes, Union estaba compuesto por el 97.07% blancos, el 0.69% eran afroamericanos, el 0.17% eran amerindios, el 1.03% eran asiáticos, el 0% eran isleños del Pacífico, el 0.34% eran de otras razas y el 0.69% pertenecían a dos o más razas. Del total de la población el 3.97% eran hispanos o latinos de cualquier raza.